# Moritz Allé
Moritz Allé (19. července 1837, Brno - 6. dubna 1913 Baden) byl český astronom a matematik.

## Život
Studoval po absolvování gymnázia od roku 1854 na univerzitě ve Vídni. Ve Vídni byl v letech 1856 - 1859 asistentem na hvězdárně. V letech 1859–1862 pak působil jako adjunkt na hvězdárně v Krakově. Mezitím získal v roce 1860 doktorát na univerzitě v Kielu za práci De methodis variis perturbationes speciales dictas computandi. V roce 1862 se stal adjunktem hvězdárny v Praze a zde se v roce 1863 habilitoval na pražské polytechnice pro matematiku. V roce 1867 byl jmenován profesorem matematiky na technice ve Štýrském Hradci. Ve školním roce 1875–76 zastával funkci rektora. V roce 1882 se stal profesorem matematiky na Německé vysoké škole technické v Praze. I zde byl v roce 1887 zvolen rektorem, ale ze zdravotních důvodů jmenování nepřijal. V roce 1896 přešel na vídeňskou techniku, kde byl rovněž rektorem.